# Phyllopsora fendleri
Phyllopsora fendleri är en lavart som först beskrevs av Tuck. & Mont., och fick sitt nu gällande namn av Johannes Müller Argoviensis. Phyllopsora fendleri ingår i släktet Phyllopsora och familjen Ramalinaceae.   Inga underarter finns listade i Catalogue of Life.